# Селянур
Селяну́р (Малий Селянур-Пельга, рос. Селянур) — присілок в Граховському районі Удмуртії, Росія.

## Населення
Населення — 114 осіб (2010; 168 у 2002).
Національний склад станом на 2002 рік:
- удмурти — 62 %
- росіяни — 38 %

## Господарство
В присілку діють початкова школа, будинок культури та фельдшерсько-акушерський пункт.

## Історія
Вперше присілок згадується в Ландратському переписі 1716 року серед населених пунктів сотні Токбулата Рисова Арської дороги Казанського повіту. За даними 10-ї ревізії 1859 року в присілку було 32 двори та проживало 244 особи. До 1924 році присілок був в складі Староятчинської волості, а після її розформування присілок відійшов до складу Староятчинської сільської ради Троцької волості. 1925 року присілок перейшов до складу Русько-Куюкської сільради, а з 16 червня 1954 року — знову до Староятчинської сільської ради.

## Урбаноніми[3]
- вулиці — Молодіжна, Нова, Селянурська, Середня